# Pseudolmedia rigida
Pseudolmedia rigida là một loài thực vật có hoa trong họ Moraceae. Loài này được (Klotzsch & H.Karst.) Cuatrec. miêu tả khoa học đầu tiên năm 1951.